# Міхаель Ланг
Міхаель Ланг (нім. Michael Lang, нар. 8 лютого 1991, Егнах) — швейцарський футболіст, правий захисник клубу «Базель» та національної збірної Швейцарії.
Дворазовий чемпіон Швейцарії, дворазовий володар Кубка Швейцарії.

## Клубна кар'єра
У дорослому футболі дебютував 2006 року виступами за команду клубу «Санкт-Галлен», в якій провів п'ять сезонів, взявши участь у 66 матчах чемпіонату.
Влітку 2011 року перейшов до складу клубу «Грассгоппер», уклавши з ним чотирічний контракт. Протягом чотирьох сезонів був одним з основних захисників команди, допоміг їй у розіграші 2012/13 вибороти Кубок Швейцарії.
Після завершення контракту з «Грассгоппером» влітку 2015 року на правах вільного агента приєднався до лав чинного чемпіона Швейцарії, «Базеля». У новій команді також отримав постійне місце в основному складі і протягом двох перших сезонів у ній допомагав базельцям захищати титул чемпіонів країни. Загалом протягом трьох сезонів взяв участь у 118 іграх усіх турнірів.
Влітку 2018 року за 2,8 мільйона євро перейшов до німецької «Боруссії» (Менхенгладбах), з якою уклав чотирирічну угоду. У новій команді не став основним гравцем і за рік на умовах оренди з правом викупу приєднався до «Вердера». У бременській команді мав ще менше ігрового часу, по завершенні сезону 2019/20 «Вердер» не скористався правом викупу контракта Ланга, і той повернувся до «Боруссії».

## Виступи за збірні
Протягом 2010—2012 років залучався до складу молодіжної збірної Швейцарії. На молодіжному рівні зіграв в 11 офіційних матчах, забив 3 голи.
2013 року дебютував в офіційних матчах у складі національної збірної Швейцарії.
2014 року був включений до заявки збірної на тогорічний чемпіонат світу у Бразилії. На цьому турнірі взяв участь в одній грі, вийшовши на заміну наприкінці матчу групового етапу проти збірної Гондурасу, коли швейцарці по суті вже забезпечили собі перемогу в ньому.
По ходу чемпіонату Європи 2016 року у Франції додав до свого активу вже дві гри за збірну, проте обидві були також виходами на заміну наприкінці матчів групового етапу.
2018 року поїхав у складі збірної на свою другу світову першість — тогорічний чемпіонат світу в Росії, де також розпочинав турнір на лаві для запасних і вийшов у першій грі групового етапу на заміну. Згодом з'являвся на полі ще у двох матчах турніру, який для швейцарців завершився на стадії 1/8 фіналу.
| Дата       | Місто               | Господарі      | Результат | Гості                | Турнір                               | Голи | Примітки |
| ---------- | ------------------- | -------------- | --------- | -------------------- | ------------------------------------ | ---- | -------- |
| 14-08-2013 | Базель              | Швейцарія      | 1 – 0     | Бразилія             | товариський матч                     | -    | 62'      |
| 11-10-2013 | Тирана              | Албанія        | 1 – 2     | Швейцарія            | Відбір до ЧС 2014                    | 1    |          |
| 15-10-2013 | Берн                | Швейцарія      | 1 – 0     | Словенія             | Відбір до ЧС 2014                    | -    |          |
| 15-11-2013 | Сеул                | Південна Корея | 2 – 1     | Швейцарія            | товариський матч                     | -    | 65'      |
| 5-3-2014   | Санкт-Галлен        | Швейцарія      | 2 – 2     | Хорватія             | товариський матч                     | -    | 62'      |
| 3-6-2014   | Люцерн              | Швейцарія      | 2 – 0     | Перу                 | товариський матч                     | -    | 90+1'    |
| 25-6-2014  | Манаус              | Гондурас       | 0 – 3     | Швейцарія            | ЧС 2014 - 1-й етап                   | -    | 77'      |
| 18-11-2014 | Вроцлав             | Польща         | 2 – 2     | Швейцарія            | товариський матч                     | -    |          |
| 10-6-2015  | Тун                 | Швейцарія      | 3 – 0     | Ліхтенштейн          | товариський матч                     | -    | 74'      |
| 9-10-2015  | Санкт-Галлен        | Швейцарія      | 7 – 0     | Сан-Марино           | Відбір до ЧЄ 2016                    | 1    |          |
| 12-10-2015 | Таллінн             | Естонія        | 0 – 1     | Швейцарія            | Відбір до ЧЄ 2016                    | -    |          |
| 13-11-2015 | Трнава              | Словаччина     | 3 – 2     | Швейцарія            | товариський матч                     | -    | 58'      |
| 17-11-2015 | Відень              | Австрія        | 1 – 2     | Швейцарія            | товариський матч                     | -    | 18'      |
| 25-3-2016  | Дублін              | Ірландія       | 1 – 0     | Швейцарія            | товариський матч                     | -    | 82'      |
| 29-3-2016  | Цюрих               | Швейцарія      | 0 – 2     | Боснія і Герцеговина | товариський матч                     | -    | 65'      |
| 28-5-2016  | Лансі               | Швейцарія      | 1 – 2     | Бельгія              | товариський матч                     | -    | 64'      |
| 3-6-2016   | Лугано              | Швейцарія      | 2 – 1     | Молдова              | товариський матч                     | -    | 64'      |
| 15-6-2016  | Париж               | Румунія        | 1 – 1     | Швейцарія            | ЧЄ 2016 - 1-й етап                   | -    | 83'      |
| 19-6-2016  | Вільнев-д'Аск       | Швейцарія      | 0 – 0     | Франція              | ЧЄ 2016 - 1-й етап                   | -    | 86'      |
| 10-10-2016 | Андорра-ла-Велья    | Андорра        | 1 – 2     | Швейцарія            | Відбір до ЧС 2018                    | -    | 90+2'    |
| 3-9-2017   | Рига                | Латвія         | 0 – 3     | Швейцарія            | Відбір до ЧС 2018                    | -    | 80'      |
| 23-3-2018  | Афіни               | Греція         | 0 – 1     | Швейцарія            | товариський матч                     | -    | 61'      |
| 27-3-2018  | Базель              | Швейцарія      | 6 – 0     | Панама               | товариський матч                     | -    | 69'      |
| 3-6-2018   | Віла-Реал (Іспанія) | Іспанія        | 1 – 1     | Швейцарія            | товариський матч                     | -    | 63'      |
| 17-6-2018  | Ростов-на-Дону      | Бразилія       | 1 – 1     | Швейцарія            | ЧС 2018 - 1-й етап                   | -    | 87'      |
| 27-6-2018  | Нижній Новгород     | Швейцарія      | 2 – 2     | Коста-Рика           | ЧС 2018 - 1-й етап                   | -    | 81'      |
| 3-7-2018   | Санкт-Петербург     | Швеція         | 1 – 0     | Швейцарія            | ЧС 2018 - 1/8 фіналу                 | -    | 90+4'    |
| 12-10-2018 | Брюссель            | Бельгія        | 2 – 1     | Швейцарія            | Ліга націй УЄФА 2018-2019 - 1-й етап | -    |          |
| 15-10-2018 | Рейк'явік           | Ісландія       | 1 – 2     | Швейцарія            | Ліга націй УЄФА 2018-2019 - 1-й етап | 1    |          |
| 14-11-2018 | Лугано              | Швейцарія      | 0 – 1     | Катар                | товариський матч                     | -    | 62'      |
| 18-11-2019 | Гібралтар           | Гібралтар      | 1 – 6     | Швейцарія            | Відбір до ЧЄ 2020                    | -    |          |
| Усього     |                     | Матчів         | 31        |                      | Голів                                | 3    |          |

## Титули і досягнення
- Чемпіон Швейцарії (2):

«Базель»: 2015-16, 2016–17
- Володар Кубка Швейцарії (2):

«Грассгоппер»: 2012–13
«Базель»: 2016-17